# Lois de Manu
La Manusmṛti (sanskrit : मनुस्मृति), aussi appelée Mānava-Dharmaśāstra (sanskrit : मानवधर्मशास्त्र), traduit par Lois de Manu, est un dharmaśāstra, un traité de loi qui est daté environ du IIe siècle de notre ère (bien que les questions de datation, concernant l'hindouisme, soient loin de faire l'unanimité). Il s'agit du texte en vers le plus important et le plus ancien de la tradition hindoue du dharma. Il a été traduit en anglais en 1794 par le philologue orientaliste Sir William Jones, qui était juge à la cour suprême britannique de Calcutta.
Le texte, en douze chapitres, se présente sous la forme d'un discours prononcé par le sage Manu à un groupe de voyants, ou rishis, qui le prient de leur expliquer « l'ordre/les devoirs [dharma] de toutes les castes/classes [varṇa (en)] » (1.2[réf. souhaitée]). Ainsi, il parle des devoirs des brahmanes et des autres castes.
Les Lois de Manu est, parmi les « traités relatifs au dharma » (dharmashastra), celui qui a traditionnellement le plus d’autorité en Inde, bien que d'autres traités dharmiques apportent ou soustraient d'autres lois, voire le contredisent. Les Lois de Manu n'ont toutefois pas une valeur absolue en Inde (et n'étaient jadis connues que d'un cercle limité), puisque d'autres traités dharmiques composés par différents brâhmanes ont élaboré d'autres règles impératives, sensiblement ou complètement différentes des Lois de Manu, les lois étant vues comme la réponse à un contexte particulier qui demande des lois spécifiques (même si tous les traités brahmaniques s'accordent sur le fait que l'ahimsâ, « non-violence », demeure toujours le principe premier du dharma, de l'« ordre »).

## Datation
Les philologues du XVIIIe siècle ont daté le texte entre 1250 et 1000 avant notre ère, ce qui est aujourd'hui considéré après les développements ultérieurs de la linguistique comme une opinion intenable en raison du langage du texte, qui doit être daté plus tard que les textes védiques tardifs tels que les Upanishads, qui sont eux-mêmes datés vers 500 avant notre ère. La recherche a ainsi déplacé la chronologie du texte entre 200 avant notre ère et 200 après. L'indianiste Patrick Olivelle (en) ajoute que les preuves numismatiques et la mention de pièces d'or comme amende, suggèrent que le texte pourrait être daté du IIe ou IIIe siècle de notre ère.
La plupart des chercheurs considèrent le texte comme un ensemble composite produit par de nombreux auteurs et assemblé sur une longue période de temps. Les différents textes indiens anciens et médiévaux prétendent que les révisions et les éditions ont été tirées du texte original avec 100 000 versets et 1080 chapitres. Cependant, la version du texte à usage moderne, selon Olivelle, est probablement le travail d'un seul auteur ou d'un auteur principal avec des assistants.

## Contenu
Les Lois de Manu sont un traité du dharma, c'est-à-dire de l'ordre cosmique, naturel, social, englobant les lois et les règles de conduite. Manu n'est pas un personnage défini. Il est le révélateur du dharma dont l'auteur de l'ouvrage se fait le porte-parole.
Ces lois sont un traité didactique rédigé par des brahmanes. Loin d'être un reflet de la société de l'époque, elles ne représentent que l'opinion de certains milieux brahmaniques sur la façon dont une société idéale doit être ordonnée. C'est l'idéologie des lois de Manu qui met au premier plan la « pureté » de la caste (en principe une femme est shûdra tant qu'elle n'est pas mariée et adopte la caste de son époux), ce qui aura pour conséquence la pratique de l'endogamie dans chaque communauté sociale. Cette idéologie impose aux différentes communautés des emplois plus ou moins honorables, appropriés à leur rang. Elle rejette au bas de l'échelle sociale ceux qui tuent des animaux (chasseurs, pêcheurs, bouchers...) et ceux qui sont en contact avec la mort ou les bourreaux . Ainsi, les Lois de Manu déclarent que le chândâla (le « mangeur de chien », le chasseur) est le résultat de l'union sexuelle entre un homme shudra et une femme née de parents brahmanes. Il est donc d'origine impure selon l'hindouisme, qui se définit en sanskrit comme l’Arya Dharma, la « religion noble » . L'hindouisme considère qu'il est impossible de se délivrer seul de son conditionnement : il faut soit la grâce de la Divinité, soit que la communauté dont on dépend se purifie aussi. Mais l'impureté du chândâla est avant tout liée à son comportement, un comportement refusant les valeurs brahmaniques (comme l'Ahimsâ, etc.), et pas du tout à son apparence physique :

« 57. Un homme d'origine impure, n'appartenant à aucune caste (varṇa), mais dont le caractère n'est pas connu, qui n'est pas Arya (« Noble »), mais à l'apparence d'un Arya (« Noble »), on peut découvrir ce qu'il est par ses actes. 58. Le comportement indigne d'un Arya (« Noble ») : la grossièreté, la dureté, la cruauté, la négligence des devoirs prescrits trahissent en ce monde un homme d'origine impure. »

— Lois de Manu, livre 10.
Les Lois de Manu considèrent qu'en sept générations une lignée de « hors caste » peut atteindre la caste la plus élevée (celle des brâhmanes), grâce aux pratiques purificatrices collectives :

« 63. L'Ahimsâ (refus de violenter, de nuire aux créatures), la véracité, le non-vol, la pureté et le contrôle des sens, Manu a déclaré être le résumé du Dharma (« loi ») pour les quatre castes (varṇa). 64. Si une femme, issue d'un homme Brahmane et d'une femme Shudra, porte l'enfant d'un membre d'une plus haute caste, les inférieurs atteignent la plus haute caste au sein de la septième génération. 65. Ainsi, un Shudra atteint le rang d'un Brahmane, et (d'une manière similaire) un Brahmane choit au niveau d'un Shudra ; mais sachez qu'il en est de même avec la progéniture d'un Kshatriya ou d'un Vaishya. (...) 67. La décision est la suivante : « Celui qui a été engendré par un Arya (« Noble ») avec une femme non-noble, peut devenir Arya par ses vertus ; celui qui a été porté par une mère arya (« noble »), mais qui a pour père un non-noble, est et reste l'opposé d'un Arya ». »

— Lois de Manu, livre 10.
Les devoirs généraux des quatre castes sacrées, considérées comme constituant la société « noble », arya, y sont dictés (dont l'ordre premier est l'Ahimsâ, l'honnêteté et le contrôle des sens), ainsi que les devoirs particuliers de chacune par rapport aux autres. Les Lois de Manu précisent qu'il y en a quatre : Brahmane/Savant, Kshatriya/Guerrier, Vaishya/Paysan-artisan et Shudra/Serviteur rétribué.
Les nourritures comestibles sont aussi précisées dans ce livre. Les purifications à faire pour des actes impurs et les punitions pour les crimes y sont également prescrits.
Ces règles religieuses deviendront un texte fondamental de la société brahmanique, seront largement diffusées dans une grande partie de l'Inde et, passant dans l'usage, détermineront la fragmentation de la société indienne en castes.